# Matawai (taal)

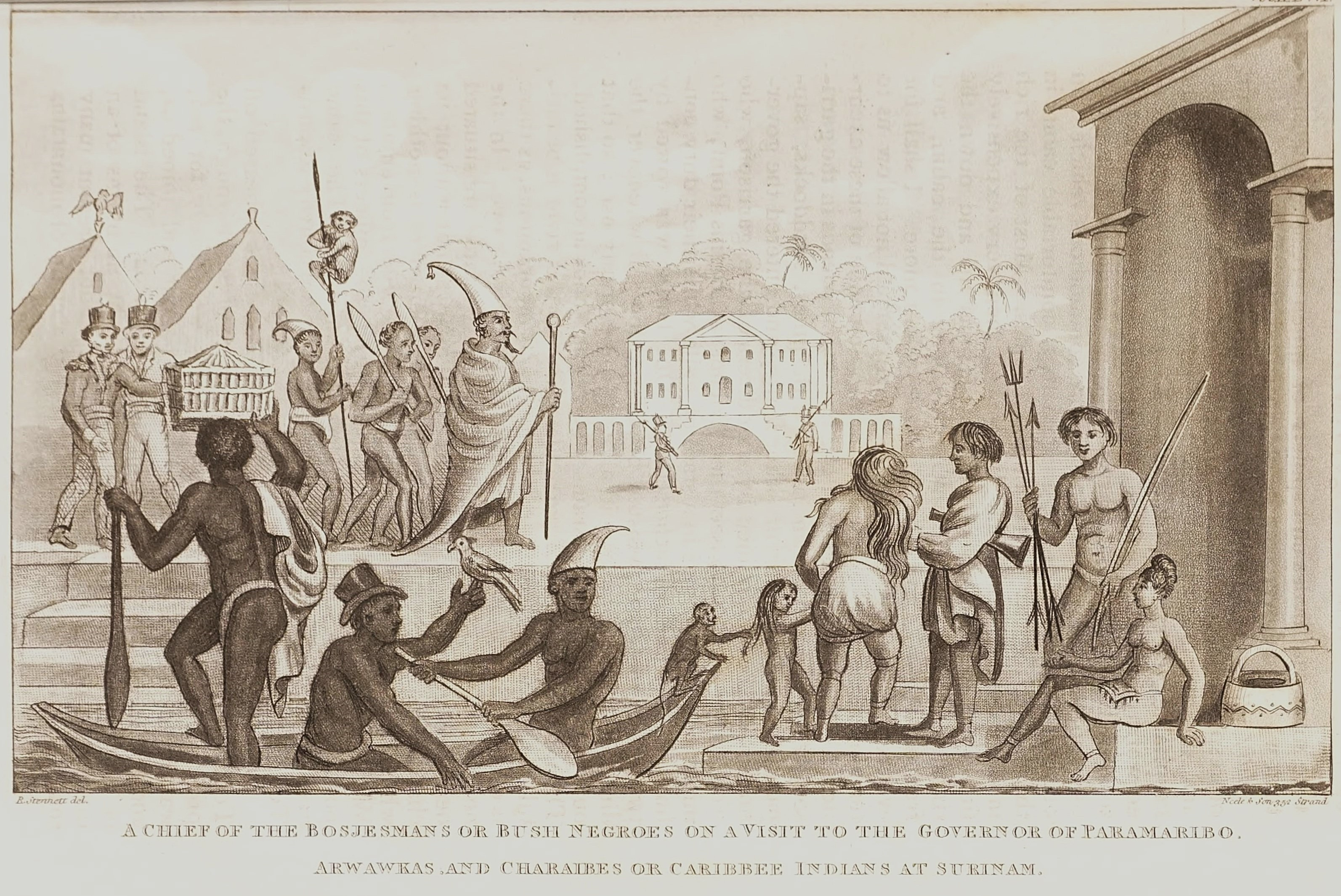
Opperhoofd van de Bushinengue (Marrons van Suriname) bezoekt de gouverneur van Paramaribo, in de kolonie Nederlands Guyana, circa 1808.

Het Matawai is een marrontaal, gesproken door de gelijknamige stam in Suriname. Het Matawai verschilt weinig van het Saramakaans: een op het Engels gebaseerde creooltaal met een sterke invloed van het Portugees.